# برايس وليامز
برايس وليامز (بالإنجليزية: Bryce Williams)‏ هو لاعب اتحاد الرغبي نيوزيلندي، ولد في 14 أبريل 1980 في Dargaville ‏ في نيوزيلندا.

## وصلات خارجية
- برايس وليامز عل موقع إسبنسكروم (الإنجليزية)
- برايس وليامز على موقع ItsRugby.co.uk (الإنجليزية)